# باشگاه والیبال یازچمبسکی ونگل
باشگاه والیبال یازچمبسکی ونگل و عکس بازیکنان
(به انگلیسی: Jastrzębski Węgiel) باشگاه حرفه‌ای والیبال مستقر در یزچمبیه ازدرویی لهستان است. این باشگاه در سال ۱۹۴۹ تأسیس گشت. یزچمبسکی در سال ۲۰۰۴ قهرمان پلوس لیگا شد و در سال های ۲۰۱۱ نایب قهرمان قهرمانی باشگاه‌های جهان شد. 